# Pedro Nicolás Escribano (Buenos Aires)
Pedro Nicolás Escribano es una localidad del partido de Chascomús, en la provincia de Buenos Aires, Argentina.
Se encuentra en una zona prácticamente sin población, netamente rural y de producción ganadera con una baja densidad demográfica. Además, no hay ninguna construcción salvo aquellas construcciones ferroviarias y construcciones provisorias mínimas.

## Ubicación
Se encuentra 30 km al noreste de Chascomús y 37 km al sudoeste de Verónica.
Se ubica sobre las vías del Ferrocarril General Roca en el ramal entre Plaza Constitución y Lezama contando con su estación homónima. En la actualidad, el ramal no presta servicio alguno.

## Población
Durante los censos nacionales del INDEC de 2001 y 2010 fue considerada como población rural dispersa.